# Kietelfetisjisme
Kietelfetisjisme is een vorm van seksueel fetisjisme en kenmerkt zich door het ondervinden van seksueel genot en opwinding door iemand te kietelen of gekieteld te worden. De seksuele gedachte achter kietelfetisjisme is een soort van machtsspel, waardoor het in zekere zin gerelateerd is aan sadomasochisme en bdsm in het algemeen.
Er wordt een onderscheid gemaakt tussen enerzijds de persoon die kietelt (tickler) en anderzijds de persoon die gekieteld wordt (ticklee). Deze Engelse termen betekenen in principe niets anders dan 'kietelaar' en 'gekietelde', maar de Nederlandse variant op deze woorden wordt echter zelden gebruikt. Eveneens wordt het woord 'fetisj' doorgaans vervangen door het Engelse fetish.
In de zin van bdsm-terminologie worden ticklers en ticklees tevens naar geslacht afgekort tot een bepaalde letter. Voor vrouwen is er de letter F (van female) en een man wordt betiteld met de letter M (male). Ook hier worden dus Engelse termen gebruikt. De gebruikelijke 'formule' om een relatie tussen personen in een kietelsessie aan te duiden, omvat één of beide letters gescheiden door een schuine streep en vervolgens weer één of beide letters. Om een kietelsessie tussen twee mannen aan te duiden, gebruikt men dus de afkorting: M/M. De overige varianten zijn: M/F, F/F en F/M. De eerste letter staat voor de tickler, de letter achter de schuine streep staat voor de ticklee. F/M betekent dus dat een vrouw een man kietelt. Vanzelfsprekend kan er sprake zijn van meerdere ticklers of meerdere ticklees. Hier wordt dan bijvoorbeeld de afkorting FF/M voor gebruikt, om aan te duiden dat twee vrouwen één man kietelen. Het aantal deelnemers aan een kietelsessie is in beginsel dus altijd af te leiden uit de afkorting.
Bij het kietelen is er voornamelijk belangstelling voor specifieke lichaamsdelen die gevoelig zijn voor kietelen, zoals de voeten, oksels, nek, onderarmen en ribben. Deze lichaamsdelen worden vaak nog gevoeliger gemaakt door gebruik van bepaalde producten, zoals (baby)olie en bepaalde lotions, waardoor zowel tickler als ticklee meer genot beleven aan het kietelen. De vingers, en eventueel lange nagels, vormen samen met de tong een van de meest gebruikte attributen om te kietelen. Daarnaast wordt er onder meer gebruikgemaakt van: veren, pennen, kwasten en wattenstaafjes.